# Moldoveanu
De Moldoveanu is met 2544 meter de hoogste berg van Roemenië en bevindt zich in het Făgărașgebergte, in de Zevenburgse Alpen (Zuidelijke Karpaten). De dichtstbijzijnde plaats is Victoria aan de noordkant. De dichtstbijzijnde berg is de Viștea Mare, waarvan de top enkele meters lager reikt dan de Moldoveanu.
De zuidkant van de Moldoveanu is te bereiken vanaf het noordwesten van Câmpulung. De nabijgelegen Negoiu is, met 2535 meter, de op één na hoogste berg van Roemenië.

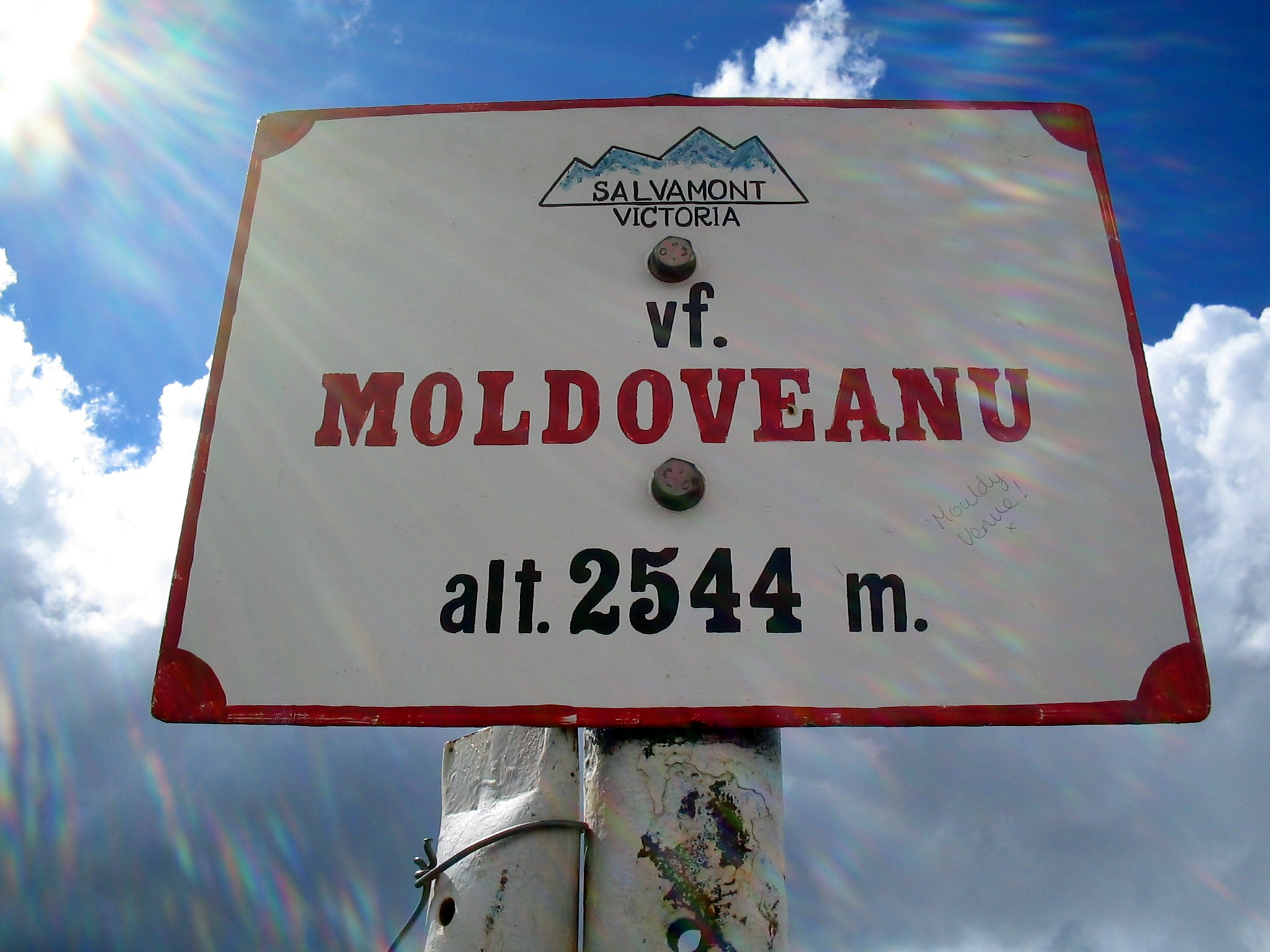
Bordje dat de top van de Moldoveanu aanduidt